# Microplitis rufipes
Microplitis rufipes är en stekelart som beskrevs av Dutu-lacatusu 1961. Microplitis rufipes ingår i släktet Microplitis och familjen bracksteklar. Inga underarter finns listade i Catalogue of Life.